# Andra Manson
Pour les articles homonymes, voir Manson.
Andra Manson (né le 30 avril 1984 à Brenham) est un athlète américain spécialiste du saut en hauteur.

## Carrière sportive
Étudiant à l'Université de Brenham, dans le Texas, Andra Manson fait ses débuts sur la scène internationale en remportant la médaille d'or du saut en hauteur des Championnats du monde junior d'athlétisme 2002 de Kingston avec un bond à 2,31 m. Il décroche la même année le titre des Championnats des États-Unis juniors. En 2004, l'Américain s'adjuge le concours de la hauteur des Championnats NCAA en salle et porte son record personnel à 2,32 m.
En début de saison 2008, Andra Manson remporte la médaille de bronze des Championnats du monde en salle de Valence avec un saut à 2,30 m, derrière le Suédois Stefan Holm et le Russe Yaroslav Rybakov. Sélectionné dans l'équipe des États-Unis pour les Jeux olympiques d'été de 2008, il est éliminé au stade des qualifications. 
Le 4 avril 2009, Manson établit sa meilleure performance de sa carrière en franchissant 2,35 m lors du meeting en plein air d'Austin. En 2009, aux Championnats des États-Unis d'athlétisme à Eugene (Oregon), il se qualifie pour les Mondiaux de Berlin, en 2,28 m (2e).

## Palmarès
| Date | Compétition                    | Lieu          | Place | Marque |
| ---- | ------------------------------ | ------------- | ----- | ------ |
| 2002 | Championnats du monde juniors  | Kingston      | 1er   | 2,31 m |
| 2008 | Championnats du monde en salle | Valence       | 3e    | 2,30 m |
| 2008 | Jeux olympiques                | Pékin         | qual. | 2,25 m |
| 2009 | Championnats du monde          | Berlin        | 9e    | 2,23 m |
| 2009 | Finale mondiale                | Thessalonique | 4e    | 2,29 m |